# Israël Cornelius Bexell
Israël Cornelius Bexell, född i Göteborg 27 juli 1785, död i Göteborg 13 november 1878, var en svensk biblioteksman.

## Biografi
Bexell var son till kaptenen Israel Bexell och Helena Cornelia Lampell.
Han blev 1802 student vid Uppsala universitet, där han var medlem av Göteborgs nation, och 1805 vid Lunds universitet, där han också var medlem av Göteborgs nation. Vid sistnämnda lärosäte disputerade han 1808 för filosofie magistergraden under Anders Lidbecks presidium på avhandlingen De eo, quod in statuis et fingendi arte apud antiquos eminent atque differt. Då han var en "mycket språkkunnig och konstälskande man, samt sjelf utövande målarekonsten" utnämndes han 1811 till tillförordnad ritmästare vid Lunds universitet tills en ordinarie sådan kunde tillsättas. År 1818 utnämndes han till bibliotekarie vid gymnasiet i Göteborg, och han valdes 1821 till ledamot av Kungliga Vetenskaps- och Vitterhetssamhället i Göteborg.
Han var gift med Wilhelmina Bergström.
Bexell avled 1878 av "ålderdoms aftyning" i den för tiden höga åldern 92 år.